# Daco-romanès

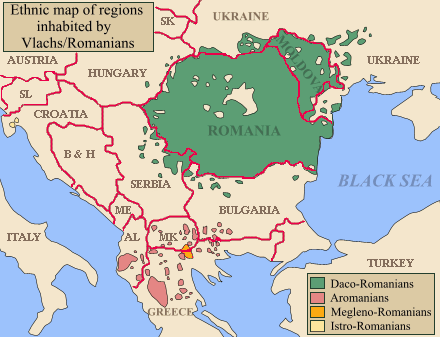
L'àrea de la llengua daco-romanesa es mostra en verd; les zones fora de Romania/Moldova no indiquen necessàriament que en elles la majoria de la població parli romanès

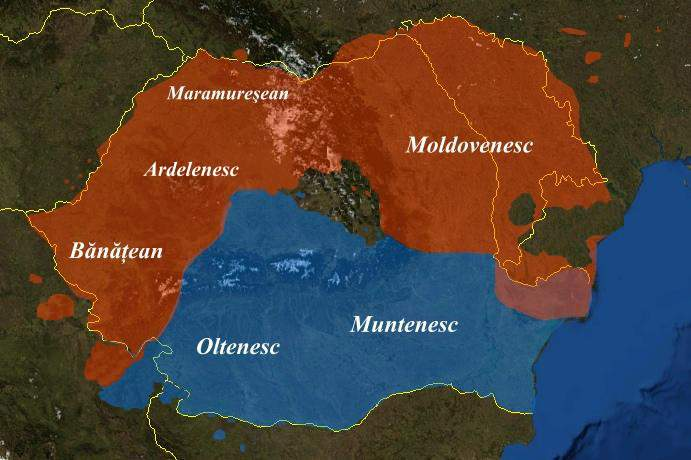
Les variants daco-romaneses (dialectes)

El daco-romanès (romanès limba dacoromânǎ, llatí lingua Daco-Romana) és el terme que s'utilitza per descriure l'àrea de la llengua romanesa del nord per distingir-la de les altres llengües/dialectes romanesos. Les quatre llengües/dialectes romanesos són: daco-romanès, aromanès (macedo-romanès), istro-romanès i megleno-romanès. Alguns dels lingüistes es refereixen a aquests idiomes com a dialectes d'una llengua romanesa unificada.
L'origen del terme "daco-romanès" es remunta al llibre dels lingüistes romanesos Samuil Micu i Gheorghe Șincai. Aquí, l'àrea lingüística que es troba generalment al nord del Danubi (més precisament: la zona lingüística que es troba al nord de l'àrea eslava meridional, ja que els contraforts del daco-romanès també es troben al sud del Danubi - per exemple a Dobruja, a l'est de Sèrbia o al llarg del Danubi al nord de Bulgària) com a lingua daco-romana i, per tant, crea una connexió amb l'antic estat i més tard província romana de Dàcia, que aproximadament hi correspon, així com amb l'àrea de distribució dels dacis.
L'àrea lingüística daco-romanesa (juntament amb l'alemany i l'hongarès) separava els eslaus del sud de la resta d'eslaus (els anomenats eslaus del nord) per separat. Les llengües eslaves del sud, en canvi, han aïllat el daco-romanès de la resta de llengües romàniques.
La forma estandarditzada del daco-romanès es coneix comunament com a llengua romanesa. El daco-romanès es divideix en 2 grups variants (agrupaments de dialectes). Aquests al seu torn estan compostos per diversos dialectes. La forma escrita estandarditzada del romanès va evolucionar a partir del dialecte muntenesc

## Llengües balcoromàniques
Les llengües balcoromàniques són un conjunt de llengües romàniques o neollatines parlades a la península dels Balcans, principalment a Romania i Moldàvia. La majoria són derivades del dacoromanès i, per tant, dels antics colons romans -o romanitzats- establerts a la Dàcia en temps de Trajà.
- Romanès-Moldau (Romania, Moldàvia i Sèrbia)
- Istroromanès (Croàcia)
- Aromanès (Grècia, Bulgària, Macedònia del Nord, Albània, Sèrbia)
- Meglenoromanès (Grècia)

Totes aquestes llengües es diferencien de la resta de les llengües romàniques per tenir una gran influència eslava tant en el lèxic com en el sistema fonològic. Als Balcans existeix també una llengua que alguns acadèmics consideren que té una forta influència neollatina: l'albanès